# Jesús Julián Lucendo Heredia
Jesús Julián Lucendo Heredia (Pedro Muñoz, 19 d'abril, 1970) és un antic jugador i actual entrenador andorrà de futbol, d'origen castellanomanxec.
Lucendo es va fer conegut quan el 2 de setembre de 1989, Johan Cruyff el feu debutar amb el primer equip del FC Barcelona en el primer partit de la temporada 1989-1990 davant el Reial Valladolid. Fou el primer partit i l'últim amb la samarreta del primer equip del club. Posteriorment jugà a diversos clubs, destacant principalment al FC Andorra.
Disputà 27 partits amb la selecció andorrana. El novembre del 2003 es retirà com a conseqüència d'una lesió de genoll.
Des del 2006 és entrenador del FC Rànger's.